# Mat Bours
Mat Bours (Elsloo, 2 maart 1959) is een voormalig Nederlands voetballer die tijdens zijn profloopbaan uitsluitend voor FC VVV speelde.

## Spelersloopbaan
Als jeugdspeler van SV Haslou werd Bours geselecteerd voor het Limburgs jeugdelftal en Oranje onder 19 jaar en kwam dusdoende in beeld bij FC VVV. In 1977 maakte hij de overstap naar de Venlose club, waar hij op 13 mei 1978 zijn officiële debuut maakte in het eerste elftal tijdens een thuiswedstrijd tegen Foggia (2-2) voor de Intertoto Cup. Precies een jaar later, op 13 mei 1979, maakte hij ook zijn competitiedebuut in een met 1-4 verloren thuiswedstrijd tegen FC Twente. De linksback scoorde op 13 februari 1982 zijn enige doelpunt in het betaald voetbal, tijdens een met 8-3 gewonnen thuiswedstrijd tegen DS '79 (8-3). In acht seizoenen speelde Bours in totaal 155 competitiewedstrijden voor FC VVV. In 1985 vertrok hij naar de amateur van FCV waar hij nog drie jaar zou spelen

## Profstatistieken
| Seizoen         | Club            | Competitie      | Competitie | Competitie | Beker | Beker | Overige | Overige | Totaal | Totaal |
| Seizoen         | Club            | Competitie      | Wed.       | Dlp.       | Wed.  | Dlp.  | Wed.    | Dlp.    | Wed.   | Dlp.   |
| --------------- | --------------- | --------------- | ---------- | ---------- | ----- | ----- | ------- | ------- | ------ | ------ |
| 1977/78         | FC VVV          | Eredivisie      | 0          | 0          | 0     | 0     | 3       | 0       | 3      | 0      |
| 1978/79         | FC VVV          | Eredivisie      | 6          | 0          | 0     | 0     | —       | —       | 6      | 0      |
| 1979/80         | FC VVV          | Eerste divisie  | 32         | 0          | 1     | 0     | —       | —       | 33     | 0      |
| 1980/81         | FC VVV          | Eerste divisie  | 22         | 0          | 2     | 0     | —       | —       | 24     | 0      |
| 1981/82         | FC VVV          | Eerste divisie  | 20         | 1          | 0     | 0     | 4       | 0       | 24     | 1      |
| 1982/83         | FC VVV          | Eerste divisie  | 21         | 0          | 2     | 0     | 4       | 0       | 27     | 0      |
| 1983/84         | FC VVV          | Eerste divisie  | 21         | 0          | 2     | 0     | 1       | 0       | 24     | 0      |
| 1984/85         | FC VVV          | Eerste divisie  | 12         | 0          | 2     | 0     | —       | —       | 14     | 0      |
| Carrière totaal | Carrière totaal | Carrière totaal | 134        | 1          | 9     | 0     | 12      | 0       | 155    | 1      |

## Trainersloopbaan
Na afloop van zijn spelersloopbaan is Bours werkzaam geweest als voetbaltrainer bij onder andere VVV (jeugd), IVO, VV Reuver, Sparta '18 en VV Helden.